# How Are You Today
《How Are You Today》는 대한민국의 음악가 셔틀루프의 첫 번째 EP이다. 수록곡은 총 아홉 곡으로 구성되어 있으며, 2008년 10월 14일 발매되었다.

## 수록곡
| #  | 제목                  | 작사           | 작곡           | 재생 시간 |
| -- | --------------------- | -------------- | -------------- | --------- |
| 1. | 〈How Are You Today〉 | 이기홍, 성진산 | 성진산, 이기홍 | 4:01      |
| 2. | 〈Suzi〉              | 이기홍, 성진산 | 성진산         | 4:37      |
| 3. | 〈내게로〉            | 성진산, 조수홍 | 성진산         | 4:50      |
| 4. | 〈49〉                | 성진산, 박주현 | 성진산         | 5:17      |

## 참여
이 목록은 셔틀루프 공식 홈페이지에서 발췌하였다.
- 성진산 - 기타, 보컬, 드럼, 프로그래밍, 녹음, 아트디렉터, 디자인
- 이기홍 - 보컬
- 조수홍 - 베이스, 보컬, 디자인
- 박주현 - 기타, 보컬
- 임상규 - 드럼
- 황경수(소닉붐 스튜디오) - 믹싱, 마스터링
- 황명환 - 일러스트레이션
- 김재윤 - 추가 백보컬